# SVK 655 Arn
SVK 655 Arn är ett fartyg av typen trossbåt, byggd 1986 på Djupviks varv vid Tjörn till Svenska marinen, och ägs idag av Roslagens Sjövärnskår.
SVK655 Arn ingår också i samarbetsorganisationen SAMKRIS, en operativ ideell organisation ansluten till SLFK (Stockholms Länsförbund För Krishantering)  och vars uppgift är att samordna avtalsorganisationerna ur Försvarsmakten som ska verka i Stockholms läns skärgård.                .
För att träna inför olika typer av problem där fartyget kanske kommer att sättas in, genomfördes en övning i oktober 2013 där sjövärnskårens SVK 751 Roden och SVK 655 Arn var insatt i bekämpningen av ett oljedrama i Kapellskär genom utläggning av SAMKRIS oljelänsar vid ett fingerat oljefartyg som börjat läcka ut olja. 
M/S Nordanö fick under övningen agera det läckande oljefartyget, och M/S Arn och sjöräddningens fartyg Rescue Mathilda samarbetade med att lägga ut och skarva ihop oljelänsar, samt göra fast länsen på babords och styrbords sida på Nordanö.

## Galleri

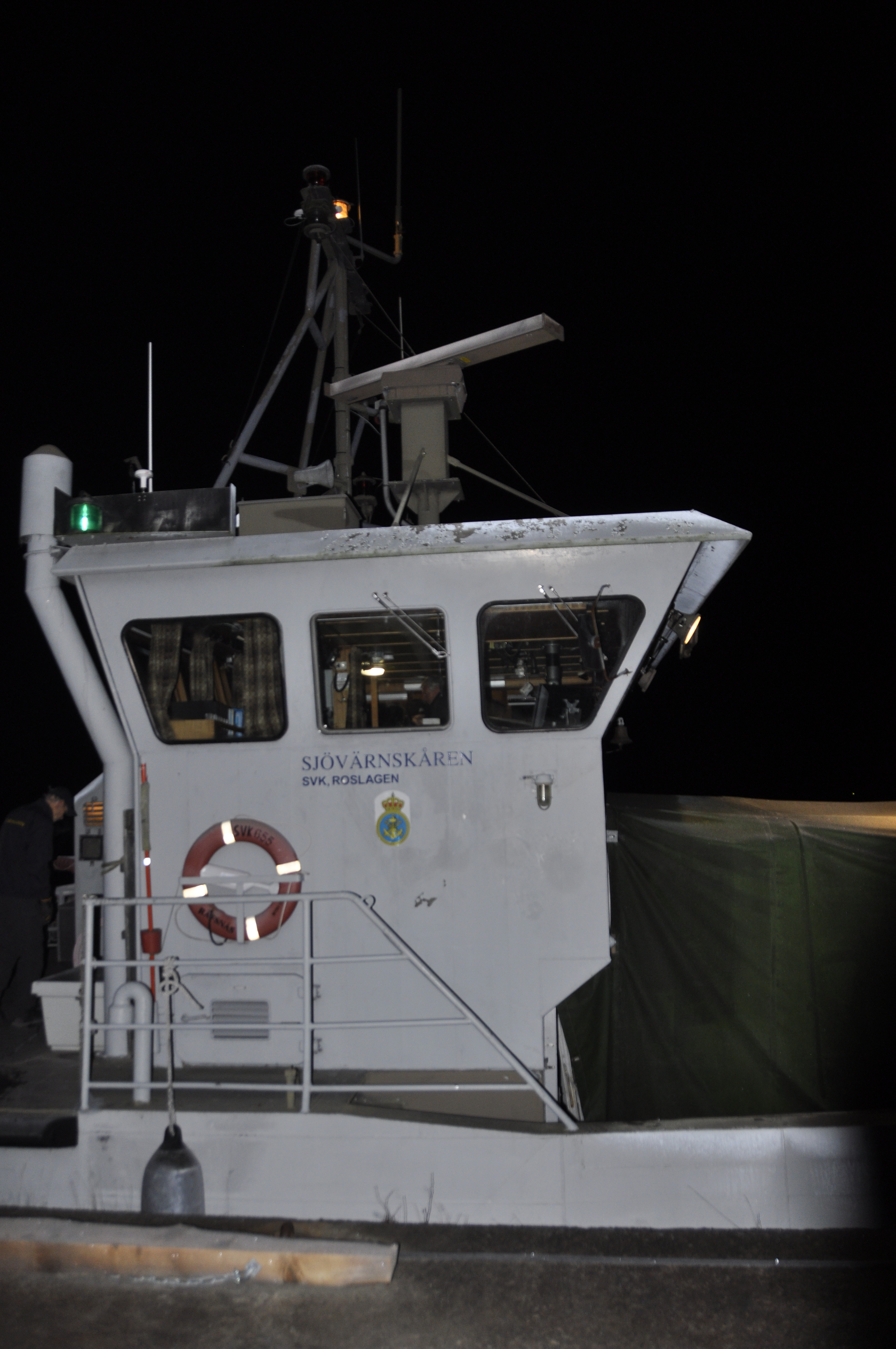
Styrhytt
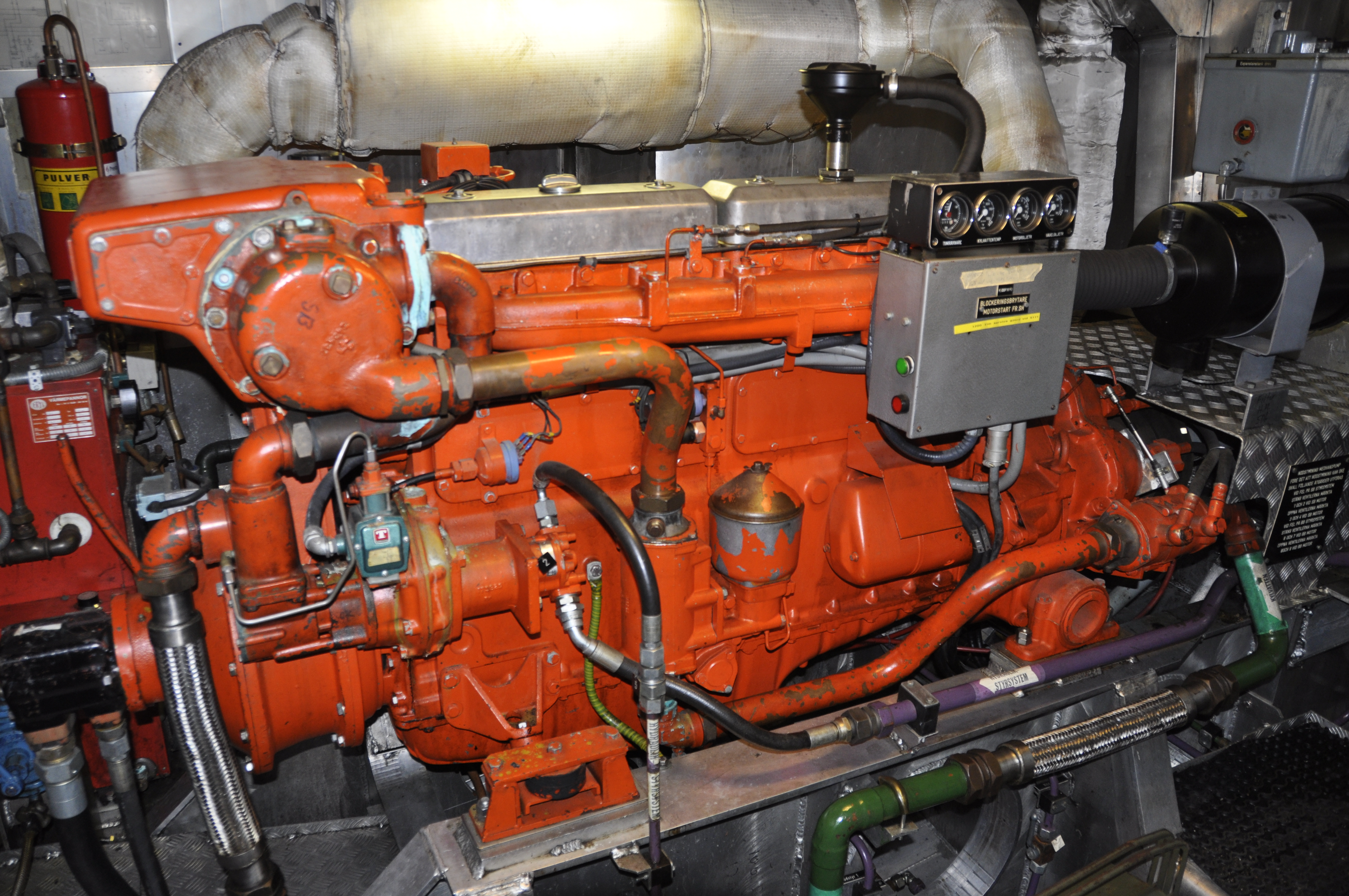
Motor Scania DN11
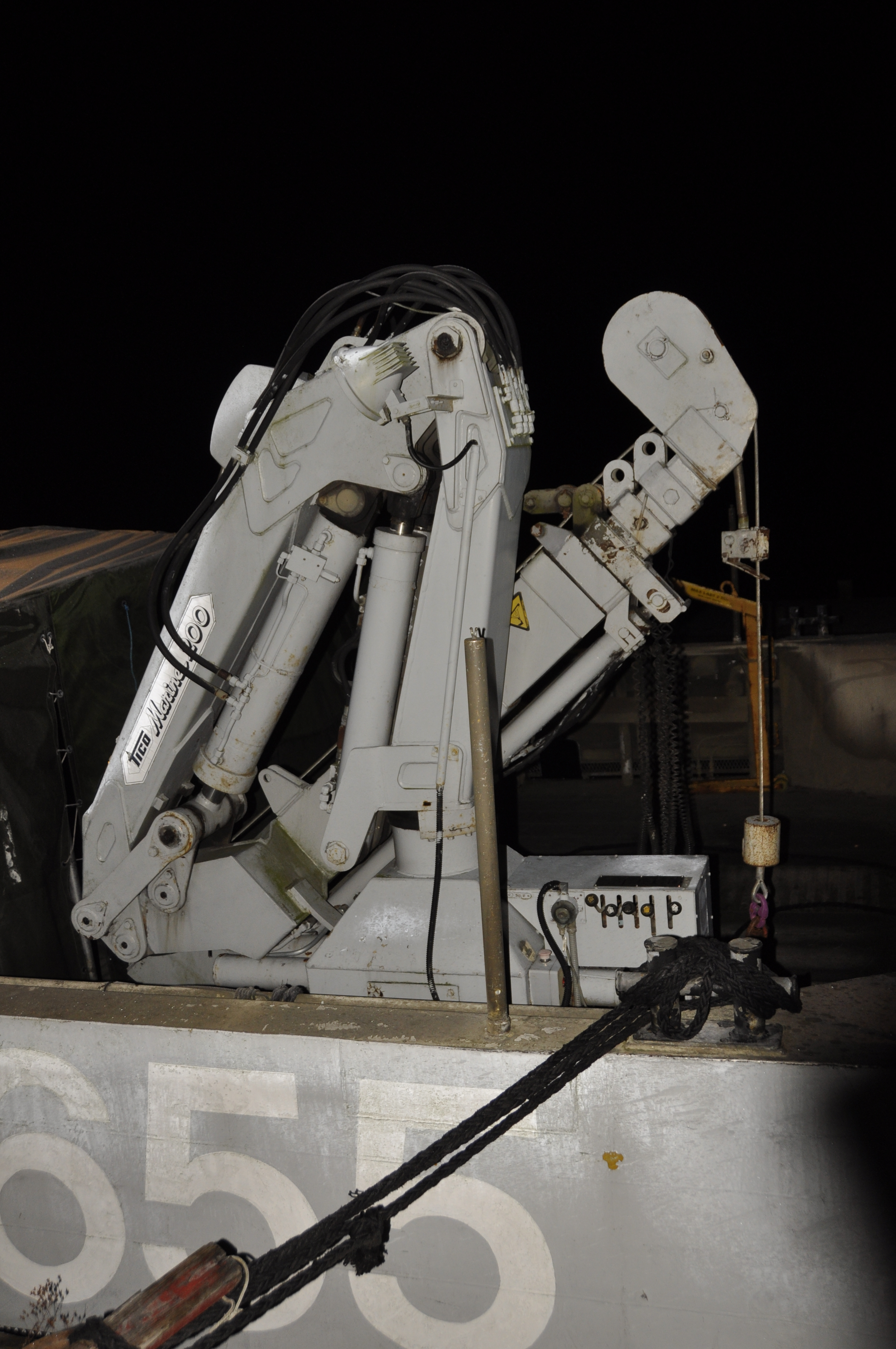
Kran godkänd för 6,5 ton
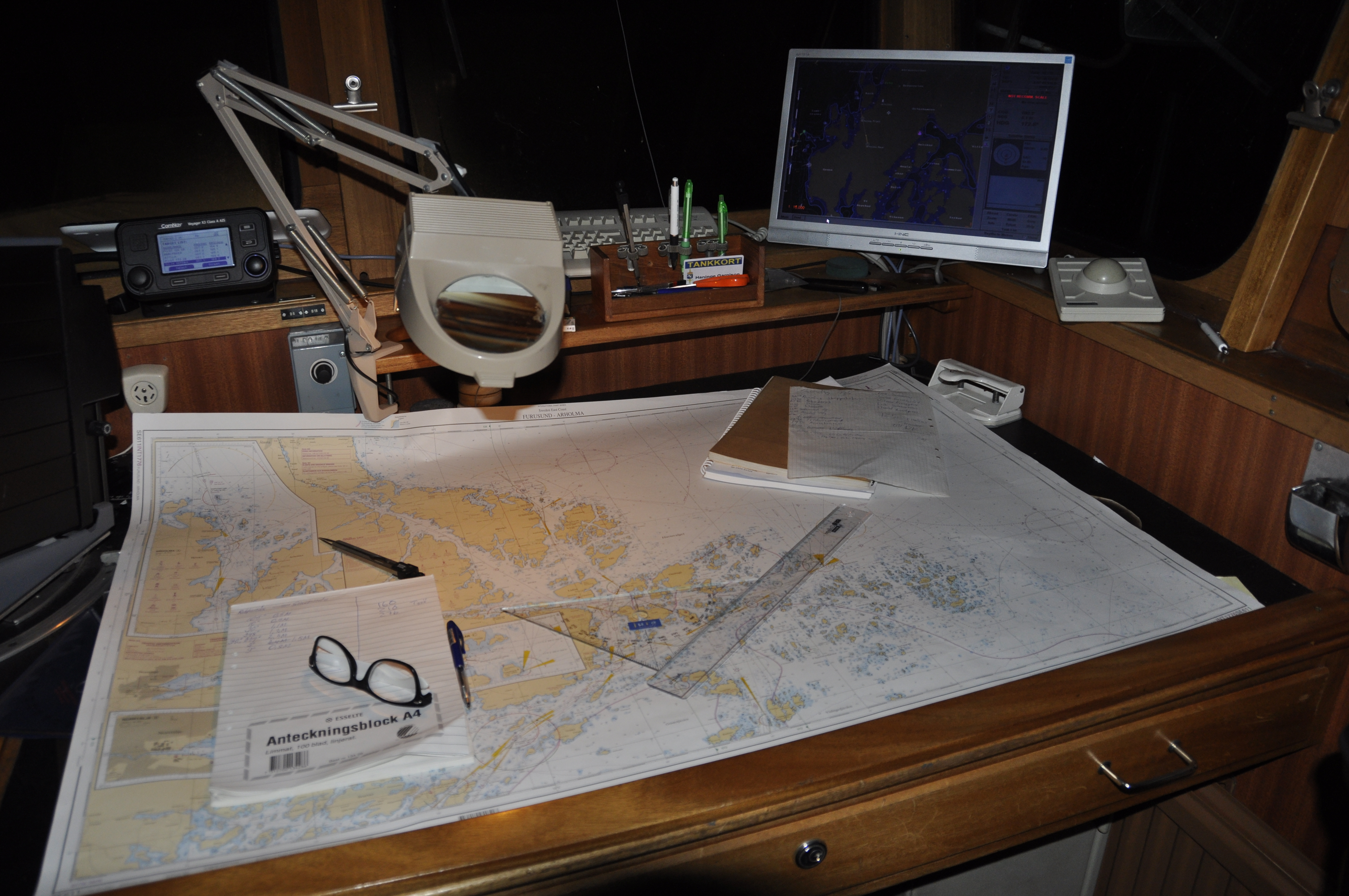
Navigationsbord
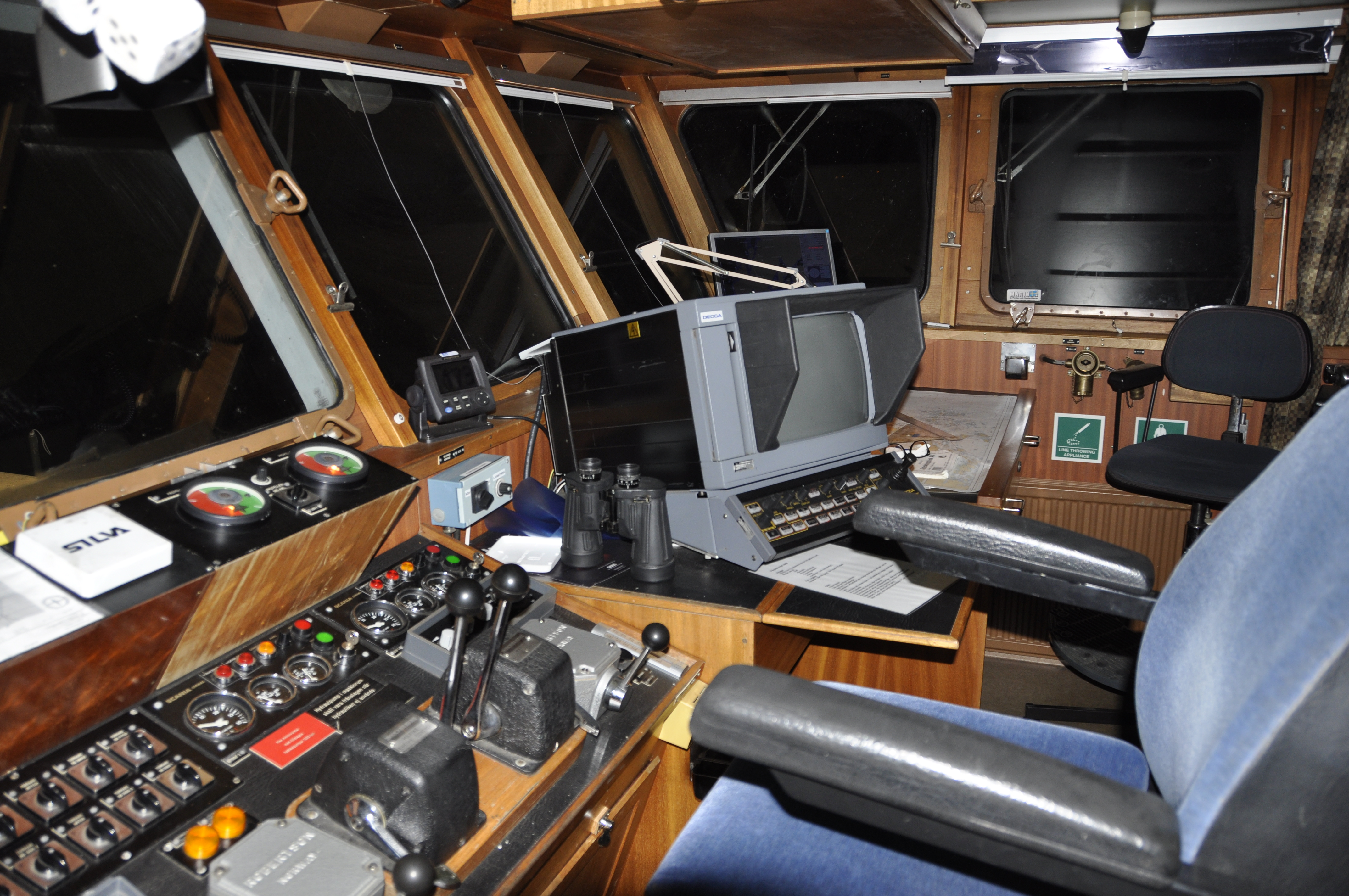
Inuti styrhytt